# Sindaci di Pordenone
Di seguito l'elenco cronologico dei sindaci di Pordenone e delle altre figure apicali equivalenti che si sono succedute nel corso della storia.

## Arciducato d'Austria (fino al 1521)
| Periodo | Periodo | Primo cittadino               | Partito | Carica   | Note |
| ------- | ------- | ----------------------------- | ------- | -------- | ---- |
| 1269    |         | Diatrico Sassone (?)          |         | Podestà  |      |
| 1291    | 1292    | Andrea                        |         | Podestà  |      |
| 1297    |         | Andrea                        |         | Podestà  |      |
| 1299    |         | Teugulus Toscano              |         | Podestà  |      |
| 1313    |         | Caroicus                      |         | Podestà  |      |
| 1324    |         | Domenico                      |         | Podestà  |      |
| 1325    |         | Benvenutus Stationarius       |         | Podestà  |      |
| 1325    | 1326    | Brunetto                      |         | Podestà  |      |
| 1335    |         | Giovanni di Flagonea          |         | Podestà  |      |
| 1336    |         | Guglielmus Tuscus             |         | Podestà  |      |
| 1350    |         | Gerardus Notarius             |         | Podestà  |      |
| 1351    |         | Boschetto                     |         | Podestà  |      |
| 1351    | 1352    | Francesco                     |         | Podestà  |      |
| 1354    |         | Dagando (?)                   |         | Podestà  |      |
| 1354    |         | dominus Antonio               |         | Podestà  |      |
| 1355    |         | Francesco Cocchi              |         | Podestà  |      |
| 1356    |         | dominus Antonio               |         | Podestà  |      |
| 1359    | 1360    | Nicolò Ricchieri              |         | Podestà  |      |
| 1362    |         | dominus Antonio               |         | Podestà  |      |
| 1364    |         | Nicolò Ricchieri              |         | Podestà  |      |
| 1365    |         | Francesco Ricchieri           |         | Podestà  |      |
| 1366    |         | dominus Andrea                |         | Podestà  |      |
| 1367    |         | Bacchino di Porcia            |         | Podestà  |      |
| 1368    |         | Giovanni Cocchi               |         | Podestà  |      |
| 1368    | 1369    | dominus Antonio               |         | Podestà  |      |
| 1370    | 1371    | dominus Antonio               |         | Podestà  |      |
| 1372    | 1373    | dominus Antonio               |         | Podestà  |      |
| 1374    |         | Leonardo Cocchi               |         | Podestà  |      |
| 1375    |         | Teugulinus                    |         | Podestà  |      |
| 1380    |         | Benvenuto Ricchieri           |         | Podestà  |      |
| 1381    |         | Nicolò di Maniago             |         | Podestà  |      |
| 1382    |         | Gerardo                       |         | Podestà  |      |
| 1383    |         | Francesco                     |         | Podestà  |      |
| 1384    |         | Daniele Ungrispach            |         | Podestà  |      |
| 1385    |         | Benvenuto Ricchieri           |         | Podestà  |      |
| 1386    |         | Teugulus                      |         | Podestà  |      |
| 1387    |         | Jacopo Cocchi                 |         | Podestà  |      |
| 1388    |         | Benvenuto Ricchieri           |         | Podestà  |      |
| 1389    |         | Nicolò di Maniago             |         | Podestà  |      |
| 1390    | 1391    | Jacopo Cocchi                 |         | Podestà  |      |
| 1392    |         | Riccherio Fonte               |         | Podestà  |      |
| 1393    |         | Guglielmo                     |         | Podestà  |      |
| 1393    |         | Nicolò di Maniago             |         | Podestà  |      |
| 1394    | 1395    | Jacopo Cocchi                 |         | Podestà  |      |
| 1396    |         | Giovanni (figlio di Ludovico) |         | Podestà  |      |
| 1397    |         | Giovanni Cocchi               |         | Podestà  |      |
| 1398    | 1399    | Jacopo Cocchi                 |         | Podestà  |      |
| 1399    |         | Giovanni (figlio di Ludovico) |         | Podestà  |      |
| 1400    |         | Giovanni Cocchi               |         | Podestà  |      |
| 1401    |         | Antonio Sylarini              |         | Podestà  |      |
| 1402    |         | Nicolò Popaite                |         | Podestà  |      |
| 1403    |         | Giovanni Cocchi               |         | Podestà  |      |
| 1404    | 1405    | Francesco Montereale          |         | Podestà  |      |
| 1405    |         | Daniele Ungrispach            |         | Podestà  |      |
| 1406    |         | Nicolò Popaite                |         | Podestà  |      |
| 1407    |         | Andrea Popaite                |         | Podestà  |      |
| 1408    |         | Giovanni Pietro Ricchieri     |         | Podestà  |      |
| 1409    |         | Nicolò Popaite                |         | Podestà  |      |
| 1410    |         | Ottobono Quequi               |         | Podestà  |      |
| 1411    |         | Giovanni Pietro Ricchieri     |         | Podestà  |      |
| 1411    | 1412    | Giorgio dottore               |         | Podestà  |      |
| 1412    |         | Nicolò Biscotti               |         | Podestà  |      |
| 1413    | 1414    | Giorgio dottore               |         | Podestà  |      |
| 1415    | 1416    | Daniele Fonte                 |         | Podestà  |      |
| 1416    |         | Giovanni Pietro Ricchieri     |         | Podestà  |      |
| 1417    |         | Giorgio di Nerli              |         | Podestà  |      |
| 1418    |         | Antonio (figlio di Federico)  |         | Podestà  |      |
| 1419    |         | Antonio (figlio di Teuguli)   |         | Podestà  |      |
| 1420    |         | Guglielmo di San Daniele      |         | Podestà  |      |
| 1420    | 1421    | Giorgio di Nerli              |         | Podestà  |      |
| 1421    |         | Gasparo Ricchieri             |         | Podestà  |      |
| 1422    |         | Daniele Fonte                 |         | Podestà  |      |
| 1423    |         | Giorgio dottore (di Nerli)    |         | Podestà  |      |
| 1424    |         | Guglielmo di San Daniele      |         | Podestà  |      |
| 1425    |         | Nicolò Popaite                |         | Podestà  |      |
| 1426    |         | Daniele Fonte                 |         | Podestà  |      |
| 1426    |         | Giorgio di Nerli              |         | Podestà  |      |
| 1427    |         | Francesco Fonte               |         | Podestà  |      |
| 1428    |         | Giorgio di Nerli              |         | Podestà  |      |
| 1429    |         | Sebastiano Montereale         |         | Podestà  |      |
| 1430    |         | Giovanni Daniele Gregori      |         | Podestà  |      |
| 1431    |         | Sebastiano Montereale         |         | Podestà  |      |
| 1432    |         | Nicolò Biscotti               |         | Podestà  |      |
| 1433    |         | Giovanni Daniele Gregori      |         | Podestà  |      |
| 1434    |         | Andrea Popaite                |         | Podestà  |      |
| 1435    | 1436    | Francesco Fonte               |         | Podestà  |      |
| 1436    |         | Guglielmo di San Daniele      |         | Podestà  |      |
| 1437    | 1438    | Giovanni Daniele Gregori      |         | Podestà  |      |
| 1438    | 1439    | Gasparo Ricchieri             |         | Podestà  |      |
| 1440    |         | Sebastiano Montereale         |         | Podestà  |      |
| 1441    |         | Giovanni Daniele Gregori      |         | Podestà  |      |
| 1443    |         | Simone Popaite                |         | Podestà  |      |
| 1444    |         | Gasparo Ricchieri             |         | Podestà  |      |
| 1445    |         | Alberto Popaite               |         | Podestà  |      |
| 1447    |         | Andrea Popaite                |         | Podestà  |      |
| 1448    |         | Paolo di Valle                |         | Podestà  |      |
| 1449    | 1450    | Federico Crescendolo          |         | Podestà  |      |
| 1450    | 1451    | Sebastiano Montereale         |         | Podestà  |      |
| 1452    |         | Andrea Popaite                |         | Podestà  |      |
| 1453    |         | Nicolò de Runiginis           |         | Podestà  |      |
| 1454    |         | Orlandino Ricchieri           |         | Podestà  |      |
| 1455    |         | Andrea Popaite                |         | Podestà  |      |
| 1456    |         | Gregorio di Prata             |         | Podestà  |      |
| 1457    |         | Rolandino Ricchieri           |         | Podestà  |      |
| 1458    |         | Andrea Popaite                |         | Podestà  |      |
| 1459    |         | Rolandino Ricchieri           |         | Podestà  |      |
| 1460    | 1461    | Nicoolò Biscotti              |         | Podestà  |      |
| 1462    | 1463    | Rolandino Ricchieri           |         | Podestà  |      |
| 1464    |         | Andrea Popaite                |         | Podestà  |      |
| 1465    | 1466    | Pietro Mantica                |         | Podestà  |      |
| 1466    |         | Antonio Popaite               |         | Podestà  |      |
| 1467    |         | Francesco da Zoppola          |         | Podestà  |      |
| 1467    | 1468    | Gregorio di Prata             |         | Podestà  |      |
| 1469    |         | Antonio Popaite               |         | Podestà  |      |
| 1470    |         | Pietro Mantica                |         | Podestà  |      |
| 1471    |         | Francesco da Zoppola          |         | Podestà  |      |
| 1472    |         | Daniel Fonte                  |         | Podestà  |      |
| 1473    |         | Giovanni Crescendolo          |         | Podestà  |      |
| 1474    | 1475    | Francesco da Zoppola          |         | Podestà  |      |
| 1475    |         | Bondiolo Mantica              |         | Podestà  |      |
| 1476    |         | Gregorio di Prata             |         | Podestà  |      |
| 1477    | 1478    | Jacopo Fontana                |         | Podestà] |      |
| 1479    |         | Francesco Ricchieri           |         | Podestà  |      |
| 1481    |         | Sebastiano Montereale         |         | Podestà  |      |
| 1482    |         | Francesco da Zoppola          |         | Podestà  |      |
| 1483    |         | Gregorio di Prata             |         | Podestà  |      |
| 1484    |         | Giovanni Crescendolo          |         | Podestà  |      |
| 1485    |         | Simone Popaite                |         | Podestà  |      |
| 1486    |         | Gregorio di Prata             |         | Podestà  |      |
| 1487    |         | Girolamo Gregori              |         | Podestà  |      |
| 1488    |         | Giovanni Crescendolo          |         | Podestà  |      |
| 1489    |         | Bernardino Spelladi           |         | Podestà  |      |
| 1490    |         | Giorgio Franceschini          |         | Podestà  |      |
| 1491    |         | Giovanni Crescendolo          |         | Podestà  |      |
| 1492    |         | Girolamo Gregori              |         | Podestà  |      |
| 1493    | 1494    | Alessandro Aedo               |         | Podestà  |      |
| 1494    |         | Gasparo Ricchieri             |         | Podestà  |      |
| 1495    |         | Jacopo Popaite                |         | Podestà  |      |
| 1496    |         | Antonio Sillara               |         | Podestà  |      |
| 1497    | 1498    | Francesco de Prata            |         | Podestà  |      |
| 1498    | 1499    | Giovanni Crescendolo          |         | Podestà  |      |
| 1499    |         | Marco Medici                  |         | Podestà  |      |
| 1500    |         | Giovanni Crescendolo          |         | Podestà  |      |
| 1501    | 1502    | Francesco Pratense            |         | Podestà  |      |
| 1502    | 1503    | Polidoro Ricchieri            |         | Podestà  |      |
| 1503    |         | Francesco Popaite             |         | Podestà  |      |
| 1504    |         | Giovanni Gregori              |         | Podestà  |      |
| 1505    |         | Aloisio Fontana               |         | Podestà  |      |
| 1506    |         | Alessandro Mantica            |         | Podestà  |      |
| 1507    | 1508    | Francesco de Gregoris         |         | Podestà  |      |
| 1508    |         | Bartolomeo de Gregoris        |         | Podestà  |      |
| 1508    | 1509    | Francesco de Gregoris         |         | Podestà  |      |
| 1509    | 1510    | Girolamo Pontecchio           |         | Podestà  |      |
| 1510    | 1511    | Girolamo Popaite              |         | Podestà  |      |
| 1511    |         | Antonio Mantica               |         | Podestà  |      |
| 1511    | 1512    | Francesco de Gregoris         |         | Podestà  |      |
| 1512    | 1513    | Marco Medici                  |         | Podestà  |      |
| 1513    |         | Antonio Mantica               |         | Podestà  |      |

## Repubblica di Venezia (1521-1797)
| Periodo | Periodo | Primo cittadino                | Partito | Carica      | Note |
| ------- | ------- | ------------------------------ | ------- | ----------- | ---- |
| 1529    | 1530    | Liberale Turra                 |         | Podestà     |      |
| 1531    |         | Giovanni Crescendolo           |         | Podestà     |      |
| 1532    |         | Pompeo Ricchieri               |         | Podestà     |      |
| 1533    | 1534    | Alberto Popaite                |         | Podestà     |      |
| 1535    | 1536    | Alberto Popaite                |         | Podestà     |      |
| 1536    | 1537    | Cornelio Crescendolo           |         | Podestà     |      |
| 1548    |         | Francesco Ricchieri            |         | Podestà     |      |
| 1550    |         | Cornelio Crescendolo           |         | Podestà     |      |
| 1554    |         | Alberto Popaite                |         | Podestà     |      |
| 1555    |         | Andrea Popaite                 |         | Podestà     |      |
| 1561    |         | Roncaldino Spelladi            |         | Podestà     |      |
| 1562    |         | Antonio Tura                   |         | Podestà     |      |
| 1569    |         | Roncaldino Spelladi            |         | Podestà     |      |
| 1586    |         | Giovanni Daniele Mantica       |         | Podestà     |      |
| 1592    | 1593    | Giovanni Andrea Popaite        |         | Podestà     |      |
| 1595    |         | Ettore Ricchieri               |         | Podestà     |      |
| 1599    |         | Lucio Popaite                  |         | Podestà     |      |
| 1602    |         | Antonio Dominichini            |         | Podestà     |      |
| 1603    |         | Ettore Fontana                 |         | Podestà     |      |
| 1606    |         | Domenego Savino                |         | Podestà     |      |
| 1611    |         | Francesco Ricchieri            |         | Podestà     |      |
| 1612    |         | Alberto Popaite                |         | Podestà     |      |
| 1615    |         | Nicolò Montereale              |         | Podestà     |      |
| 1621    | 1622    | Scipion Dominichini            |         | Podestà     |      |
| 1624    |         | Scipione Asteo                 |         | Podestà     |      |
| 1625    | 1626    | Pietro Pomo                    |         | Podestà     |      |
| 1626    | 1627    | Alberto Popaite                |         | Podestà     |      |
| 1627    | 1628    | Francesco Ricchieri            |         | Podestà     |      |
| 1628    | 1629    | Ottavio Fontana                |         | Podestà     |      |
| 1633    | 1634    | Gabriel Pinal                  |         | Podestà     |      |
| 1637    |         | Antonio Amalteo                |         | Podestà     |      |
| 1638    |         | Gio Batta Bianchi              |         | Podestà     |      |
| 1639    | 1640    | Francesco Ricchieri            |         | Podestà     |      |
| 1640    | 1641    | Princivalle Montereale-Mantica |         | Podestà     |      |
| 1645    |         | Francesco Pinal                |         | Podestà     |      |
| 1645    |         | Fausto Torodilino              |         | Podestà     |      |
| 1645    |         | Germanico Rorai                |         | Podestà     |      |
| 1646    | 1647    | Giovanni Pinal                 |         | Podestà     |      |
| 1647    | 1648    | Gasparo Avanzo                 |         | Podestà     |      |
| 1648    |         | Giovanni Camolli               |         | Podestà     |      |
| 1651    |         | Giovanni Camolli               |         | Podestà     |      |
| 1653    |         | Pietro Pomo                    |         | Podestà     |      |
| 1653    | 1654    | Francesco Pinal                |         | Podestà     |      |
| 1654    | 1655    | Gasparo Avanzo                 |         | Podestà     |      |
| 1655    | 1656    | Ciprian Marini                 |         | Podestà     |      |
| 1657    | 1658    | Livio Spelladi                 |         | Podestà     |      |
| 1658    | 1659    | Francesco Ferro                |         | Podestà     |      |
| 1662    | 1663    | Roncaldino Spelladi            |         | Podestà     |      |
| 1669    |         | Livio Spelladi                 |         | Podestà     |      |
| 1687    |         | Antonio Amalteo                |         | Podestà     |      |
| 1692    |         | Gio Batta Battistini           |         | Podestà     |      |
| 1707    |         | Francesco Maria Ricchieri      |         | Podestà     |      |
| 1731    |         | Carlo Badini                   |         | Podestà     |      |
| 1735    |         | Marco Cristofori               |         | Podestà     |      |
| 1738    |         | Carlo Badini                   |         | Podestà     |      |
| 1745    | 1746    | Gio Batta Policreti            |         | Podestà     |      |
| 1747    |         | Ernesto Mottense               |         | Podestà     |      |
| 1751    | 1752    | Nicolò Avanzo                  |         | Podestà     |      |
| 1754    |         | Antonio Tinti                  |         | Podestà     |      |
| 1755    |         | Francesco Ferro                |         | Podestà     |      |
| 1760    |         | Carlo Cristofoli               |         | Sindaco     |      |
| 1760    | 1761    | Cristoforo Badini              |         | Podestà     |      |
| 1762    |         | Carlo Cristofoli               |         | Podestà     |      |
| 1763    |         | Ottaviano Montereale-Mantica   |         | Podestà     |      |
| 1766    |         | Giovanni Badini                |         | Podestà     |      |
| 1769    | 1770    | Francesco Cattaneo             |         | Podestà     |      |
| 1770    | 1771    | Girolamo Cattaneo              |         | Podestà     |      |
| 1771    |         | Cristoforo Badini              |         | Podestà     |      |
| 1772    |         | Girolamo Gregori               |         | Podestà     |      |
| 1773    | 1774    | Giovanni Badini                |         | Vicepodestà |      |
| 1775    |         | Antonio Fenicio                |         | Podestà     |      |
| 1776    |         | Giovanni Lucio Ricchieri       |         | Podestà     |      |
| 1789    |         | Antonio Fenicio                |         | Podestà     |      |
| 1796    |         | Girolamo Gregori               |         | Podestà     |      |
| 1797    |         | Antonio Fenicio                |         | Podestà     |      |

## Stati napoleonici e Regno Lombardo-Veneto (1805-1866)
| Periodo | Periodo | Primo cittadino       | Partito | Carica  | Note |
| ------- | ------- | --------------------- | ------- | ------- | ---- |
| 1808    | 1811    | Raimondo de' Spelladi |         | Podestà |      |
| 1811    | 1813    | Rambaldo Cattaneo     |         | Podestà |      |
| 1813    | ?       | Luigi Pera            |         | Podestà |      |
| ?       |         | Raimondo de Spelladi  |         | Podestà |      |
| 1861    | 1863    | Ferrando Ferro        |         | Podestà |      |
| 1863    | 1866    | Giobatta Poletti      |         | Podestà |      |

## Regno d'Italia (1866-1946)
| Periodo     | Periodo     | Primo cittadino         | Partito                    | Carica                   | Note |
| ----------- | ----------- | ----------------------- | -------------------------- | ------------------------ | ---- |
| 1866        | 1873        | Vendramino Candiani     |                            | Sindaco                  |      |
| 1873        | 1876        | Giacomo Di Montereale   |                            | Sindaco                  |      |
| 1876        | 1878        | Valentino Galvani       |                            | Sindaco                  |      |
| 1878        | 1882        | Francesco Varisco       |                            | Sindaco                  |      |
| 1882        | ?           | Edoardo Marini          |                            | Sindaco facente funzioni |      |
| 1889        | 1893        | Enea Ellero             |                            | Sindaco                  |      |
| 1893        | 1895        | Antonio Querini         |                            | Sindaco                  |      |
| 1895        | 1898        | Vincenzo Policreti      |                            | Sindaco                  |      |
| 1898        | 1899        | Pompeo Ricchieri        |                            | Sindaco                  |      |
| 1899        | 1901        | Vittorio Marini         |                            | Sindaco                  |      |
| 1901        |             | Pompeo Ricchieri        |                            | Sindaco                  |      |
| 1901        | 1902        | Umberto Cattaneo        |                            | Sindaco                  |      |
| 1902        | 1903        | Antonio Polese          |                            | Sindaco                  |      |
| 1903        | 1904        | Raffaele Gasbarri       |                            | Commissario regio        |      |
| 1904        | 1905        | Ernesto Cossetti        |                            | Sindaco                  |      |
| 1905        |             | Aristodemo Bevilacqua   |                            | Commissario regio        |      |
| 1905        | 1908        | Luigi Domenico Galeazzi |                            | Sindaco                  |      |
| 1908        | 1910        | Ernesto Cossetti        |                            | Sindaco                  |      |
| 1910        | 1913        | Antonio Querini         |                            | Sindaco                  |      |
| 1914        | 1919        | Carlo Policreti         |                            | Sindaco                  |      |
| 1919        |             | Odoardo Cavicchi        |                            | Commissario prefettizio  |      |
| 1920        | 1922        | Guido Rosso             |                            | Sindaco                  |      |
| 1923        | 1926        | Arturo Cattaneo         |                            | Sindaco                  |      |
| 1926        | 1927        | Antonio Miani           |                            | Commissario regio        |      |
| 1927        | 1930        | Arturo Cattaneo         | Partito Nazionale Fascista | Podestà                  |      |
| 1930        | 1931        | Guglielmo Bianco        |                            | Commissario prefettizio  |      |
| 1931        | luglio 1933 | Nello Marsure           | Partito Nazionale Fascista | Podestà                  |      |
| luglio 1933 | aprile 1934 | Napoleone Aprilis       |                            | Commissario prefettizio  |      |
| 1935        | 1943        | Enrico Galvani          | Partito Nazionale Fascista | Podestà                  |      |
| 1943        | 1944        | Eugenio Nicolella       |                            | Commissario prefettizio  |      |
| 1944        | 1945        | Rodolfo Montereale      |                            | Commissario prefettizio  |      |
| 1945        |             | Giuseppe Asquini        | Partito d'Azione           | Sindaco                  |      |

## Repubblica italiana (dal 1946)
| Sindaci eletti dal Consiglio comunale (1946-1993)    | Sindaci eletti dal Consiglio comunale (1946-1993) | Sindaci eletti dal Consiglio comunale (1946-1993) | Sindaci eletti dal Consiglio comunale (1946-1993) | Sindaci eletti dal Consiglio comunale (1946-1993) | Sindaci eletti dal Consiglio comunale (1946-1993) | Sindaci eletti dal Consiglio comunale (1946-1993) | Sindaci eletti dal Consiglio comunale (1946-1993) | Sindaci eletti dal Consiglio comunale (1946-1993) |
| Nominativo                                           | Nominativo                                        | Partito                                           | Partito                                           | Partito                                           | Partito                                           | Mandato                                           | Mandato                                           | Elezione                                          |
| Nominativo                                           | Nominativo                                        | Partito                                           | Partito                                           | Partito                                           | Partito                                           | Inizio                                            | Fine                                              | Elezione                                          |
| ---------------------------------------------------- | ------------------------------------------------- | ------------------------------------------------- | ------------------------------------------------- | ------------------------------------------------- | ------------------------------------------------- | ------------------------------------------------- | ------------------------------------------------- | ------------------------------------------------- |
|                                                      | Giuseppe Garlato                                  |                                                   | Democrazia Cristiana                              | Democrazia Cristiana                              | Democrazia Cristiana                              | 1946                                              | 1951                                              | Elezione 1946                                     |
| 1951                                                 | Giuseppe Garlato                                  | 1956                                              | Democrazia Cristiana                              | Democrazia Cristiana                              | Democrazia Cristiana                              | Elezione 1952                                     |                                                   |                                                   |
|                                                      | Gustavo Montini                                   |                                                   | Democrazia Cristiana                              | Democrazia Cristiana                              | Democrazia Cristiana                              | 1956                                              | 1960                                              | Elezione 1956                                     |
| 1960                                                 | Gustavo Montini                                   | 1965                                              | Democrazia Cristiana                              | Democrazia Cristiana                              | Democrazia Cristiana                              | Elezione 1960                                     |                                                   |                                                   |
| 1965                                                 | Gustavo Montini                                   | 1967                                              | Democrazia Cristiana                              | Democrazia Cristiana                              | Democrazia Cristiana                              | Elezione 1964                                     |                                                   |                                                   |
|                                                      | Giacomo Ros                                       |                                                   | Democrazia Cristiana                              | Democrazia Cristiana                              | Democrazia Cristiana                              | Elezione 1964                                     | 1967                                              | 1970                                              |
| 1970                                                 | Giacomo Ros                                       | 1975                                              | Democrazia Cristiana                              | Democrazia Cristiana                              | Democrazia Cristiana                              | Elezione 1970                                     |                                                   |                                                   |
|                                                      | Glauco Moro                                       |                                                   | Democrazia Cristiana                              | Democrazia Cristiana                              | Democrazia Cristiana                              | 1975                                              | 1979                                              | Elezione 1975                                     |
|                                                      | Caputo (Commissario straordinario)                | –                                                 | –                                                 | –                                                 | –                                                 | 1979                                              | 1979                                              | –                                                 |
|                                                      | Giancarlo Rossi                                   |                                                   | Democrazia Cristiana                              | Democrazia Cristiana                              | Democrazia Cristiana                              | 1979                                              | 1983                                              | Elezione 1979                                     |
|                                                      | Alvaro Cardin                                     |                                                   | Democrazia Cristiana                              | Democrazia Cristiana                              | Democrazia Cristiana                              | 1983                                              | 1988                                              | Elezione 1983                                     |
| 10 luglio 1989                                       | Alvaro Cardin                                     | 2 aprile 1993                                     | Democrazia Cristiana                              | Democrazia Cristiana                              | Democrazia Cristiana                              | Elezione 1988                                     |                                                   |                                                   |
|                                                      | Ilario Marone (Commissario prefettizio)           | –                                                 | –                                                 | –                                                 | –                                                 | 2 giugno 1993                                     | 21 giugno 1993                                    | –                                                 |
| Sindaci eletti direttamente dai cittadini (dal 1993) |                                                   |                                                   |                                                   |                                                   |                                                   |                                                   |                                                   |                                                   |
| Nominativo                                           | Nominativo                                        | Partito                                           | Partito                                           | Coalizione                                        | Coalizione                                        | Mandato                                           | Mandato                                           | Elezione                                          |
| Nominativo                                           | Nominativo                                        | Partito                                           | Partito                                           | Coalizione                                        | Coalizione                                        | Inizio                                            | Fine                                              | Elezione                                          |
|                                                      | Alfredo Pasini                                    |                                                   | Lega Nord                                         |                                                   | LN                                                | 21 giugno 1993                                    | 11 maggio 1997                                    | Elezione 1993                                     |
| 11 maggio 1997                                       | Alfredo Pasini                                    | 28 febbraio 2001                                  | Lega Nord                                         | Elezione 1997                                     | LN                                                |                                                   |                                                   |                                                   |
|                                                      | Luciano Forte (Commissario prefettizio)           | –                                                 | –                                                 | –                                                 | –                                                 | 28 febbraio 2001                                  | 26 giugno 2001                                    | –                                                 |
|                                                      | Sergio Bolzonello                                 |                                                   | Indipendente                                      |                                                   | DS-DL-L. civiche                                  | 26 giugno 2001                                    | 9 aprile 2006                                     | Elezione 2001                                     |
|                                                      | Sergio Bolzonello                                 | DS-DL-L. civiche                                  | Indipendente                                      | 9 aprile 2006                                     | 31 maggio 2011                                    | Elezione 2006                                     |                                                   |                                                   |
|                                                      | Claudio Pedrotti                                  |                                                   | Partito Democratico                               |                                                   | PD-L. civiche                                     | 31 maggio 2011                                    | 20 giugno 2016                                    | Elezione 2011                                     |
|                                                      | Alessandro Ciriani                                |                                                   | Indipendente                                      |                                                   | FI-LN-FdI-L. civiche                              | 20 giugno 2016                                    | 5 ottobre 2021                                    | Elezione 2016                                     |
|                                                      | Alessandro Ciriani                                | FdI-FI-UdC-LSP-L. civiche                         | Indipendente                                      | 5 ottobre 2021                                    | 28 giugno 2024                                    | Elezione 2021                                     |                                                   |                                                   |
|                                                      | Alberto Parigi (Vicesindaco f.f.)                 | FdI-FI-UdC-LSP-L. civiche                         |                                                   | Fratelli d'Italia                                 | 1º luglio 2024                                    | Elezione 2021                                     | 18 aprile 2025                                    |                                                   |
|                                                      | Alessandro Basso                                  |                                                   | Fratelli d'Italia                                 |                                                   | FdI-LSP-FI-L. civiche                             | 18 aprile 2025                                    | in carica                                         | Elezione 2025                                     |